# Trichilia chirriactensis
Trichilia chirriactensis är en tvåhjärtbladig växtart som först beskrevs av Standley & Steyermark, och fick sitt nu gällande namn av T.D. Pennington. Trichilia chirriactensis ingår i släktet Trichilia och familjen Meliaceae. Inga underarter finns listade i Catalogue of Life.